# 韦尔斯城堡

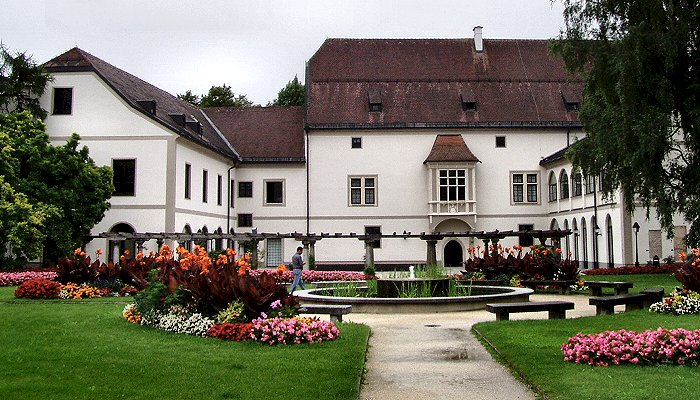

韦尔斯城堡（Burg Wels）是一座皇家城堡，位于上奥地利韦尔斯市中心东南部，现在是一座博物馆。

## 历史
城堡最初是一座带栅栏的木制建筑，建于776年。 直到12或13世纪才用石头建造。

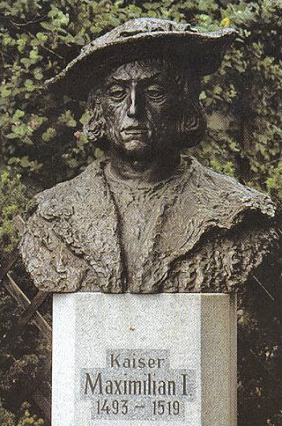
马西米兰一世皇帝纪念碑

在皇帝马克西米利安一世统治下，城堡于1508年至1514年以晚期哥特式风格重建（1519年1月死于城堡）。1937年，该建筑被韦尔斯市收购。
目前，该建筑被韦尔斯市用作文化中心，包括奥地利糕点博物馆（Österreichische Gebäckmuseum）、流离失所者博物馆（Museum der Heimatvertriebenen）等。